# کامل ساجد
کامل ساجد از افسران مورد علاقه صدام حسین بود که در جنگ ایران و اشغال کویت نقش بسزایی داشت و صدام حسین وی را در سال ۱۹۹۱ از خدمت ارتش عراق مرخص کرد.
این ژنرال ارتش عراق در سال ۱۹۹۸ میلادی به دلیل سوظن صدام به انجام کودتا به دلیل ارتباط و نزدیکی وی با بنیادگران اسلامی و وهابیون، اعدام شد.
صدام او را از افسران مورد علاقهٔ خود خطاب کرده‌است.